# できたくん
できたくん（本名：高橋 和之（たかはし かずゆき）、1980年4月13日 - ）は、日本のお笑い芸人。
旧芸名は「ハッポゥくん」、「高橋工房」。本人曰く「高橋工房」は“会社名”で、「工場長・高橋 和之」としている。群馬県出身。ケイダッシュステージ・落語芸術協会所属。以前はアミューズに所属。出囃子は「できたくんソング」。

## 人物
下書きも何もしていない真っ新な発泡スチロール板で、人物の似顔絵など何でも作ってしまう「発泡スチロール芸」を得意とする。
現在は芸人活動と並行して、工作のお兄さん活動も行っており、工作の本を出版したり、全国の保育園等で工作ショーを行ったりしている。かつては「発明漫談家」「発明家芸人」とも自称していた時期もあった。

## 来歴
群馬県前橋市出身。群馬県立前橋高等学校を経て、群馬大学教育学部卒業。小学校、中学校、高等学校の美術の教員免許を持っている。
2000年にコンビ「Aランチ」を結成。当時はM2カンパニーに所属。 M2カンパニーの子会社化に伴いその後はホリプロコムに所属。
2004年から美術製作工房『高橋工房』としての活動を開始、末高斗夢の「おったまげた（お玉と下駄）」など多くの駄洒落ネタで使う小道具の製作を専属として始める。この他、スピードワゴン、ダブルブッキング、ホリ、よゐこ、バナナマン、お笑い以外ではAAAのライブ、コンサートの小道具、美術作品を提供、ベネッセコーポレーションの『こどもちゃれんじ ほっぷ』に登場するヒーローの衣装も手掛ける。この他、『モバタレGREAT』の中で、ゲスト出演した髭男爵の山田ルイ53世の新しい帽子を作ったこともあった。
2005年より、自作の小道具、発明品を使った漫談の活動を始める。所属事務所は当初はアミューズ、その後ケイダッシュステージに移籍。アキラボーイと2人のトークライブ『デジログ』も行っていた。
挨拶の掴みで「のどちんこ壊れてます」などと言うことがある。発明品の紹介の後の決めゼリフは「高橋、気に入ってます」。
これまでの発明品には、「スカートめくりカレンダー」「にんにくガム」「消えない消しゴム」など、変わった物が多い。
2011年10月から「ハッポゥくん」として発泡スチロールの眼鏡をかけ、足でステップを踏んで喋りながら発泡スチロールを切って形を作る芸を披露するようになる。。発泡スチロールで作る形は基本的には著名人の横顔である。R-1ぐらんぷり2012、2013、には「ハッポゥくん」名義で出場し、3回戦まで進出した。
2012年7月、ブログにて「ハッポゥくん」への改名を正式発表。これに伴い事務所の公式プロフィールも「高橋工房」から「ハッポゥくん」に変更される。なお、美術製作は引き続き「高橋工房」名義で行うとのこと。
2013年3月20日、日本テレビの情報番組「スッキリ!!」に生出演し、発泡スチロールでレギュラー出演者のテリー伊藤の横顔を作った。その後ハッポゥくんがお題を要求したところ、司会の加藤浩次から「1分以内で宇宙を作れ」と言われてしまい、なんとか作ろうとしたハッポゥくんだったが切りすぎて発泡スチロールがぐちゃぐちゃになってしまった。
2013年7月6日、発泡スチロール協会 より『発泡スチロール大使』に任命される。横浜・八景島で行われた任命式では、「ハッポゥくん」初となる等身大のシロクマ作りに挑戦するも、本人曰く「どう見てもバクにしか見えない」という作品となった。
2016年8月21日、ハッポゥくん初単独ライブ『HAPPOKUN LIVE 2016 工作ワンダーランド』開催。
2017年8月27日、ハッポゥくん単独ライブ『HAPPOKUN LIVE 2017 工作ワンダーランド VOL.2』開催。
2017年10月2日 アニメ、『クレヨン犬』を配信開始。
2018年5月4日 芸名を「ハッポウくん」より「できたくん」に改名。「これからは発泡スチロールにこだわずにいきたい」「"工作エンタテインメント"を掲げた活動をさらにやっていきたい」との思いから。後に最大の改名理由は、所属事務所の社長が「ハッポゥくん」の芸名を気に入っていなかったことであると明かしている。
2019年2月1日付で、落語芸術協会に加入。正式加入以前から落語芸術協会の定席興行に客演として出演していた。
2019年9月14日、ももこおねえさんとできたくんの「いっしょにあそぼうコンサート」開催

## 出演

### テレビ
準レギュラー
- すくすくぽん! (東海テレビ、2018年6月3日 - )
  - 『ハッポゥマジック』  (不定期)

過去準レギュラー
- 特捜警察ジャンポリス (テレビ東京、2018年5月26日 - 2019年3月30日)
  - 『できたくんのできたかな？』(不定期)

単発出演
- オンバト+（NHK総合）戦績0勝2敗 最高257KB
- BSふれあいステージ・爆笑最前線（NHK衛星第2テレビジョン）
- くちコミ☆ジョニー!（日本テレビ）
- ぐるぐるナインティナイン（日本テレビ） - 『おもしろ荘』コーナー
- あらびき団（TBSテレビ） - 2007年10月17日（第2回）初出演
- オビラジR（TBSテレビ）
- お笑い登龍門ギャッハ（フジテレビ721）
- 草野☆キッド - 2007年9月18日
- 新春ゴールデンピンクカーペット（フジテレビ） - 2008年1月1日、キャッチコピーは「お笑い特許出願中」
- モバタレGREAT（日本テレビ） - 当初「タレタマ」と出演、2008年5月21日放送で「タレピヨ」に昇格。
- キャラ☆キング（テレビ朝日制作、テレ朝チャンネル・独立UHF局各局他） - 『ひらめきくん』のキャラクターで、ヒデヨシの岡本知己と共演。
- ショーバト!（日本テレビ、2010年5月4日）
- ジャガイモン（テレ朝チャンネル、2010年6月10日）
- 大進撃放送BONZO!（TOKYO MX、2011年8月）
- たけしのニッポンのミカタ!（テレビ東京、2011年10月21日）[27]
- 爆生レッドカーペット（フジテレビ、2012年4月14日、7月28日、2013年1月1日） キャッチコピーは「発泡スチロール芸人」→「ビックリスチロール芸人」（ハッポウくん名義）
  - 2012年4月14日は発泡スチロールでMCの今田耕司の横顔を制作[28]。
  - 2012年7月28日は発泡スチロールでMCの高橋克実の横顔を作り、この日満点大笑いを獲得[29][30]。
- はなまるマーケット（TBS、2012年4月30日） - 『友近のはなまるハッピーマンDAY』出演[31]
- 新進気鋭 （日本テレビ、2012年6月9日） [32]
- サタネプ☆ベストテン イチ押しの期待の若手芸人（TBS、2012年9月1日放送）[33]
- ダウンタウンのガキの使いやあらへんで!!（日本テレビ、2013年1月27日）
  - 『山－グランプリ』コーナー出演。発泡スチロールでMCの松本人志の横顔を作った他、月亭方正の顔も作製[34]。
- スッキリ!!（日本テレビ、2013年3月20日）- 『9時ッス!!』コーナー出演[35][36]
- 笑っていいとも（フジテレビ、2013年）- 『ウルトラソウル選手権』コーナー2度出演
- 欽ちゃん&香取慎吾の第90回全日本仮装大賞 （日本テレビ、2013年、4月29日） - 原口あきまさチームに黒子ならぬ白子として参加[37]
- おはスタ（テレビ東京、2013年10月4日）[38]
- 初笑い東西寄席（NHK、2014年1月3日）- 林家二楽とコラボで出演[39]
- 前略、大徳さん （中京テレビ、2014年1月5日） - 『わがまま聞いて大徳さん』コーナーにてお菓子の家制作[40]
- ひろいきの（日本テレビ、2014年2月15日）[41]
- 特捜警察ジャンポリス （テレビ東京）- ジャンポリ工作捜査官として出演
  - 2014年7月11日 BLEACHの武器、蛇尾丸を制作。[42][43]
  - 2015年9月11日 ONE PIECEの船、サウザンドサニー号を制作。[44][45][46]
  - 2016年2月5日 ダンボールでラジコンカーを制作。[47][48]
  - 2016年11月25日 紙コップアートでハイキュー!!及びワールドトリガーのシーン、蛇尾丸を制作した際のエピソードの3作品を制作。[49][50]
  - 2017年2月17日 バルーンアートで松本さんとドラゴンボールの神龍を制作。[51]
  - 2017年3月31日 相田副編集長が選ぶ ジャンポリ捜査官ベストテン 第9位 にランクイン。[52]
  - 2017年7月22日 ONE PIECE連載20周年記念捜査として千葉県立我孫子東高等学校図書委員会の方々とつまようじアートの制作開始。[53]
  - 2017年8月26日 巨大つまようじアート作りの制作状況放送。[54]
  - 2017年9月30日 巨大つまようじアート作りの制作状況放送。
  - 2017年10月21日 巨大つまようじアート作りの制作状況放送。
  - 2017年11月4日 巨大つまようじアート作りの制作状況放送。ジャンポリスメンバーが応援で参加。[55]
  - 2017年11月11日 巨大つまようじアート完成。文化祭にて披露。[56][57]
  - 2017年12月23日 クリスマス総集編スペシャルにスタジオ出演。[58]
  - 2018年12月22日 ＃２４２「クリスマス？年末？今年１年振り返ろうスペシャル！」 スタジオ出演[59]
- 千原ジュニアの粋な夜 （TBS、2015年1月8日）[60]
- 真夜中のおバカ騒ぎ （チバテレビ、2015年5月28日 TOKYO-MX、2015年5月30日）[61]
- PON! （日本テレビ、2015年6月26日）[62]
- 聖夜のネタ祭！お笑いクリスマスショー! さまぁ～ずと102組の芸人で4時間SP!! （TBS、2015年12月22日）[63]
- あのニュースで得する人損する人 （日本テレビ）
  - 2016年3月17日 特損ヒーローズ011 トクレツくんとして出演。割れないシャボン玉、トクコプター（10m飛ぶ新竹とんぼ）を紹介。[64][65]
  - 2016年7月14日 トクレツくんとして出演。カワイイ花火の作り方  (ビデオカメラやスマートフォンでハート型や星型、K型、得型などに花火を撮影する方法)を紹介[66]
  - 2016年10月13日 トクレツくんとして出演。ボールペンと蛍光ペンでトリックアートの簡単な描き方を紹介。[67]
  - 2017年6月29日 トクレツくんとして出演。ホワイトボードペンで下敷きに絵を描き水の中で泳がせる遊びを紹介。[68]
- 出張!お笑いエンジェル (NHKBSプレミアム) 
  - 栃木県佐野市 (2016年8月2日)[69]
  - 神奈川県横浜市 (2019年2月14日)
- ワラッチャオ! (NHKBSプレミアム、2016年11月13日、11月20日)[70]
- おはよう!アンパンマン (BS日テレ - 2017年1月29日[71]、2017年2月5日[72]､2017年3月5日[73])
- 三又ノ番組 (KHB東日本放送、2017年2月9日) [74]
- ウチのガヤがすみません! (日本テレビ、2017年5月16日) [75]
- 笑点 特大号 (BS日テレ、2017年5月24日) [76]
- にちようチャップリン (テレビ東京、2017年10月8日、2018年1月7日)[77][78]
- バイきんぐ・ともこのピッカピ・カー査定団！(BS-TBS、TBC東北放送 - 2018年2月25日、3月4日)[79]
- みんなDEどーもくん! (NHKBSプレミアム、2018年4月8日[80]、2019年4月14日[81])
- 映画BLEACH～キャストがひょっこり大集合～(テレビ東京、2018年7月14日)[82]
- ラスト平成夏休み！究極の自由研究発表ＳＰ (TBS、2018年8月5日)[83]
- ノンストップ! (フジテレビ、2018年8月16日)[84]
- カミヒトエ! (テレビ朝日、2019年1月4日) [85]
- 浅草お茶の間寄席 (千葉テレビ、2019年4月14日)[81]
- 超問クイズ!真実か?ウソか? (日本テレビ、2019年7月12日)[86]
- めざましどようび (フジテレビ、2020年4月24日)[87]
- 沼にハマってきいてみた (Eテレ､2020年6月9日)[88]
- Wow!Ho!TV (TOKYO MX, 2021年1月26日)[89]
- まいにちスクスク (Eテレ、2021年4月26日-4月29日）)[90]

インターネットテレビ
- タケミネット（あっ!とおどろく放送局）
- ケイダッシュステーション、ブレイクは突然に!（GyaOジョッキー） - 2008年5月30日、2009年1月9日
- ケイダッシュステージの殴るなら殴れ!!（2011年7月20日開始、ニコジョッキー）
- みみめめMIMIる （LoGiRL、2015年3月24日）[91]
- あやまおうの新番組始まったよ。（LoGiRL、2015年12月19日）[92]
- お願い!ランキング (AbemaTV、2016年7月13日)[93]
- 古坂大魔王＆パンサー向井のカツアゲ！ (AbemaTV、2016年7月26日)[94]
- りゅうちぇる×ちゃんねる (AbemaTV) - 2016年8月27日、2016年9月30日、2016年10月28日[95][96][97]
- ヤミツキDISH// - (AbemaTV､2017年5月23日)[98]
- 木村拓哉 Flow supported by GYAO!"木村さ～～ん" (2018年11月21日、2018年11月25日)
- 働くママを応援する番組daysy (YouTube､2019年6月)
- TAKARA TOMYチャンネル[99](YouTube、2020年6月5日)

### ラジオ
- with you  (bayfm、2015年5月7日、2015年6月18日) [100][101]
- 笑福亭鶴瓶 日曜日のそれ (ニッポン放送、2015年12月6日、2018年7月8日) [102][103][104]
- ダーリンハニー・長嶋智彦のVVラジオ (ニッポン放送、2016年1月1日) [105]
- 渋谷のほんだな (渋谷のラジオ、 2016年6月20日) [106][107]
- 笑福亭鶴瓶のMBSヤングタウン(MBS、 2017年10月8日、2019年11月3日、2021年3月14日)[108][109][110]
- 爆笑問題の日曜サンデー (TBSラジオ、2018年4月1日)[111]
- X-GUNの激烈!ガッテム (TBSラジオ､2020年3月29日)[112]

### 雑誌・新聞
- 特冊新撰組DX（竹書房） - 2007年2月6日号
- 毎日新聞 - 2007年2月10日付夕刊、R-1ぐらんぷり記事
- Vジャンプ - (集英社) - 2017年12月号 インタビュー
- 夕刊フジ - 2018年7月20日付夕刊
- 女性自身 (光文社) - 2018年11月27日号

### DVD
- ダジャレ大事典200連発!すえたかと〜む〜♪（ポニーキャニオン） - 小道具提供、エキストラ出演

### 教材
- こどもちゃれんじ - 2013年4月～こどもちゃれんじぽけっとにて、工作のお兄さんとして出演。（できたおにいさん名義）

### 書籍
- さわこさんとハッポゥくんのはじめて工作 （WAVE出版） - 2013年11月30日全国発売、まるばやしさわことの共著 ISBN 9784872906561
- さわこさんとハッポゥくんのへんしん工作 （WAVE出版） - 2014年7月31日全国発売、まるばやしさわことの共著 ISBN 9784872906868
- 保存版 はじめて工作! （WAVE出版） - 2014年12月全国発売 まるばやしさわことの共著 ISBN 978-4-87290-984-5
- さわこさんとハッポゥくんのはじめて工作セット ドールハウス （WAVE出版） - 2014年12月全国発売 まるばやしさわことの共著 ISBN 978-4-87290-704-9
- できたくんのできできできた～ 工作芸人ハッポゥくんの紙コップ工作絵本 (主婦と生活社) 2018年7月4日発売 できたくん著 ISBN 978-4-391-15184-8